# Самаркандский каскад ГЭС
Самаркандский каскад ГЭС — комплекс из 13 действующих и нескольких планируемых к строительству гидроэлектростанций, расположенных на отходящем от реки Зеравшан ирригационном канале Даргом, в Самаркандской области, Узбекистан. Все станции каскада принадлежат АО «Узбекгидроэнерго».

## Действующие станции

### Хишрау ГЭС (ГЭС-2Б)
39°37′49″ с. ш. 66°53′10″ в. д.
В ряде источников именуется Хишрауской ГЭС. Введена в эксплуатацию в 1956 году. Крупнейшая станция каскада. Мощность ГЭС — 26,6 МВт, среднегодовая выработка электроэнергии — 139,6 млн кВт·ч. В здании ГЭС расположены три вертикальных гидроагрегата. В 2021—2023 годах проведена модернизация станции с заменой оборудования с увеличением мощности.

### Иртышар ГЭС (ГЭС-3Б)
39°39′44″ с. ш. 66°51′12″ в. д.
В ряде источников именуется Иртышарской ГЭС. Расположена в Пастаргомском районе, в п. Кимёгарлар. Введена в эксплуатацию в 1962 году (по другим данным, станция построена в 1958—1960 годах). Мощность ГЭС — 6,4 МВт, среднегодовая выработка электроэнергии — 47,2 млн кВт·ч. В здании ГЭС расположены два вертикальных гидроагрегата мощностью по 3,2 МВт с поворотно-лопастными турбинами, работающими на расчётном напоре 16,8-18,8 м. Турбины изготовлены предприятием «Уралгидромаш», генераторы — заводом «Уралэлектроаппарат». Генераторы выдают электроэнергию на напряжении 6,3 кВ на силовой трансформатор мощностью 7,5 МВА, а с него через открытое распределительное устройство (ОРУ) напряжением 35 кВ электроэнергия выдаётся в энергосистему. В 2028—2030 годах планируется модернизация станции с заменой оборудования с увеличением мощности до 6,55 МВт и выработки до 82,1 млн кВт·ч.

### ГЭС Талигулян-1 (ГЭС-1Б)
39°40′21″ с. ш. 66°51′11″ в. д.
В ряде источников именуется Талигулянской ГЭС № 1. Введена в эксплуатацию в 1945 году, старейшая станция каскада. Мощность ГЭС — 3 МВт, среднегодовая выработка электроэнергии — 24 млн кВт·ч. В здании ГЭС расположены два вертикальных гидроагрегата мощностью по 1,5 МВт с пропеллерными турбинами, работающими на расчётном напоре 14 м. Планируется модернизация станции с заменой оборудования с увеличением мощности до 3,1 МВт и выработки до 61,9 млн кВт·ч.

### ГЭС Талигулян-3 (ГЭС-5Б)
39°42′25″ с. ш. 66°47′23″ в. д.
В ряде источников именуется Талигулянской ГЭС № 3. Введена в эксплуатацию в 1962 году. Мощность ГЭС — 8,8 МВт. В здании ГЭС расположены два вертикальных гидроагрегата мощностью по 4,4 МВт с радиально-осевыми турбинами, работающими на расчётном напоре 22,5 м. В 2025-2027 годах планируется модернизация станции с заменой оборудования с увеличением мощности до 8,95 МВт и выработки до 110,9 млн кВт·ч.

### Шаударская ГЭС-1
39°31′57″ с. ш. 67°09′14″ в. д.
Располагается в Ургутском районе, в 25 км юго-восточнее Самарканда, в головной части канала на пикете 255+10. В 2019 году было утверждено технико-экономическое обоснование проекта, строительство начато в 2020 году. Проект профинансирован за счет средств Эксимбанка КНР и собственных средств АО «Узбекгидроэнерго». Введена в эксплуатацию в 2023 году, стоимость проекта оценивается в $14,9 млн.
Мощность станции — 7,2 МВт, среднегодовая выработка электроэнергии — 37,8 млн кВт·ч. В здании ГЭС установлены 2 гидроагрегата, выдача мощности производится по одной линии электропередачи напряжением 110 кВ.

### Шаударская ГЭС-2 (ГЭС-4Б)
39°32′46″ с. ш. 67°14′58″ в. д.
Расположена в Ургутском районе. Мощность станции — 7,4 МВт, среднегодовая выработка электроэнергии — 34,3 млн кВт·ч. В 2019 году было утверждено технико-экономическое обоснование проекта, строительство начато в 2020 году и завершено в 2023 году. На этапе строительства имела название «МГЭС на пикете 135+50 канала Даргом». Проект финансировался за счет средств Эксимбанка КНР и собственных средств АО «Узбекгидроэнерго», стоимость проекта оценивается в $15,7 млн

### Шаударская ГЭС-3
39°33′10″ с. ш. 67°17′22″ в. д.
Расположена Ургутском районе, в 32 км юго-восточнее Самарканда. В 2019 году было утверждено технико-экономическое обоснование проекта, в 2020 начались строительные работы. На этапе строительства имела название «МГЭС на пикете 102+00 канала Даргом». Проект финансировался за счет средств ВЭБ.РФ и собственных средств АО «Узбекгидроэнерго». Поставщиком гидросилового оборудования выступил концерн «Силовые машины». Стоимость проекта оценивается в $21 млн. Введена в эксплуатацию в 2023 году.
Мощность станции — 6,4 МВт, среднегодовая выработка электроэнергии — 31,2 млн кВт·ч. В здании ГЭС установлены 2 гидроагрегата, работающих на расчётном напоре 13,2 м. В состав сооружений станции входят перегораживающее сооружение, водозабор ГЭС, подводящий канал ГЭС, аванкамера, водоприёмник, здание ГЭС, глубинный водосброс, отводящий канал.

### Ургутская МГЭС
39°28′47″ с. ш. 67°20′27″ в. д.
Ургутская Малая ГЭС построена на канале Обводной Даргом, введена в эксплуатацию в 2003 году. Общая мощность станции составляет 3 МВт. В здании МГЭС расположены шесть гидроагрегатов ГА-8М мощностью по 0,5 МВт с пропеллерными турбинами. Гидроэнергетическое оборудование произведено, поставлено и введено в эксплуатацию компанией "ИНСЭТ" (Санкт-Петербург) .

### Микро-ГЭС
В 2020 году введены в эксплуатацию пять микро-ГЭС:
- МикроГЭС при ГЭС «Талигулян-1» — мощность 220 кВт, среднегодовая выработка электроэнергии 1,774 млн кВт·ч, напор 15 м, расчётный расход 1,8 м³/с, стоимость строительства $288 тыс.;
- МикроГЭС при ГЭС «Иртышар» — мощность 220 кВт, среднегодовая выработка электроэнергии — 1,727 млн кВт·ч, напор 15 м, расчётный расход 1,8 м³/с, стоимость строительства $317 тыс.;
- МикроГЭС при ГЭС «Талигулян-3» — мощность 230 кВт, среднегодовая выработка электроэнергии — 1,882 млн кВт·ч, напор 22 м, расчётный расход 1,3 м³/с, стоимость строительства $354 тыс.;
- МикроГЭС при Узле № 3 — мощность 220 кВт, среднегодовая выработка электроэнергии — 1,801 млн кВт·ч, напор 15 м, расчётный расход 1,8 м³/с, стоимость строительства $328 тыс.;
- МикроГЭС при Узле № 1 — мощность 230 кВт, среднегодовая выработка электроэнергии — 1,801 млн кВт·ч, напор 22 м, расчётный расход 1,3 м³/с, стоимость строительства $325 тыс.

В 2025 году была введена в эксплуатацию Пастдаргомская МикроГЭС-3 39°40′38″ с. ш. 66°48′30″ в. д. мощностью 750 кВт.

## Перспективные ГЭС
Программой мер по дальнейшему развитию гидроэнергетики Узбекистана на 2017—2021 годы предусмотрено строительство ряда малых ГЭС на канале Даргом:
- МГЭС на Пикете 39+19 канала Даргом, в Самаркандском районе — мощность 4 МВт, среднегодовая выработка электроэнергии — 22,8 млн кВт·ч, период реализации 2025—2026 годы, ориентировочная стоимость $17,2 млн;
- МГЭС на Пикете 58+28 канала Даргом, в Ургутском районе — мощность 4,3 МВт, среднегодовая выработка электроэнергии — 24,3 млн кВт·ч, период реализации 2027—2028 годы, ориентировочная стоимость $18,4 млн;
- МГЭС на Пикете 88+17 канала Даргом, в Ургутском районе — мощность 4,3 МВт, среднегодовая выработка электроэнергии — 24,3 млн кВт·ч, период реализации 2028—2029 годы, ориентировочная стоимость $18,4 млн;
- Талигулянская МГЭС № 2 на канале Даргом, в Пастдаргомском районе — мощность 5,5 МВт, среднегодовая выработка электроэнергии — 28,7 млн кВт·ч, период реализации 2027—2028 годы, ориентировочная стоимость $19,8 млн;
- Талигулянская МГЭС № 4 на канале Даргом, в Пастдаргомском районе — мощность 11 МВт, среднегодовая выработка электроэнергии — 60 млн кВт·ч, период реализации 2026—2027 годы, ориентировочная стоимость $40,1 млн;
- Багишамальская МГЭС № 1 на канале Даргом, в Тайлакском районе — мощность 6 МВт, среднегодовая выработка электроэнергии — 34 млн кВт·ч, период реализации 2025—2026 годы, ориентировочная стоимость $20,8 млн;
- Багишамальская МГЭС № 3 на канале Даргом, в Тайлакском районе — мощность 6 МВт, среднегодовая выработка электроэнергии — 33 млн кВт·ч, период реализации 2028—2029 годы, ориентировочная стоимость $22,9 млн.

### Багишамальская МГЭС
Также имеет название Багишамальская МГЭС № 2. Строительство станции начато в 2020 году в Тайлакском районе, на пикете 372+30 канала Даргом, в 15 км восточнее Самарканда, но вскоре остановлено. Возможность строительства станции прорабатывалась с 1955 года (мощность ГЭС первоначально оценивалась в 15,4 МВт), в 2019 году было утверждено технико-экономическое обоснование проекта. Планировалось, что проект будет профинансирурован за счет средств ВЭБ.РФ и собственных средств АО «Узбекгидроэнерго». Поставщиком гидросилового оборудования должен был выступить концерн «Силовые машины». Пуск станции был намечен на август 2021 года, стоимость проекта оценивалась в $21,7 млн.
Планируемая мощность станции — 6,45 МВт, среднегодовая выработка электроэнергии — 33 млн кВт·ч. В здании ГЭС планировалось установить 3 гидроагрегата, работающих на расчётном напоре 9 м. В состав сооружений станции по проекту входят дамбы верхнего бьефа, подводящий канал к водозабору и перегораживающему сооружению, перегораживающее сооружение, водозабор ГЭС, подводящий канал ГЭС, аванкамера, водоприёмник, здание ГЭС, глубинный водосброс, отводящий канал.